# Alekseï Korovachkov
Alekseï Igorevitch Korovachkov (russe : Алексей Игоревич Коровашков), né le 1er avril 1992 en Ukraine, est un céiste russe.
Aux Jeux olympiques d'été de 2012 à Londres, il est médaillé de bronze de canoë biplace 10 000 m avec Ilya Pervukhin, derrière les Allemands Peter Kretschmer et Kurt Kuschela et les Biélorusses Andrei Bahdanovich et Aliaksandr Bahdanovich.